# Strasbourg Masters
Die Strasbourg Masters sind internationale Meisterschaften im Badminton. Sie werden jährlich seit 2004 nach dem Vorbild der Copenhagen Masters ausgetragen. 2007 und 2009 fand kein Turnier statt.

## Die Sieger
| Saison    | Herreneinzel      | Dameneinzel       | Herrendoppel                        |
| --------- | ----------------- | ----------------- | ----------------------------------- |
| 2004      | Nabil Lasmari     | nicht ausgetragen | Manuel Dubrulle Mihail Popov        |
| 2005      | Dicky Palyama     | Mia Audina        | Kristof Hopp Ingo Kindervater       |
| 2006      | Dicky Palyama     | Xu Huaiwen        | Chris Tonks Chris Langridge         |
| 2007      | nicht ausgetragen | nicht ausgetragen | nicht ausgetragen                   |
| 2008      | Marc Zwiebler     | Xu Huaiwen        | Kristof Hopp Ingo Kindervater       |
| 2009      | nicht ausgetragen | nicht ausgetragen | nicht ausgetragen                   |
| 2010      | Dicky Palyama     | Ella Diehl        | Johannes Schöttler Ingo Kindervater |
| 2011      | Marc Zwiebler     | Petya Nedelcheva  | Adam Cwalina Michał Łogosz          |
| seit 2012 | nicht ausgetragen | nicht ausgetragen | nicht ausgetragen                   |